# Sassierges-Saint-Germain
Sassierges-Saint-Germain ist eine französische Gemeinde mit 447 Einwohnern (Stand: 1. Januar 2022) im Département Indre in der Region Centre-Val de Loire; sie gehört zum Arrondissement  Châteauroux und zum Kanton Ardentes. Die Einwohner werden Germanocapiticerviens genannt.

## Geographie
Sassierges-Saint-Germain liegt etwa 16 Kilometer ostsüdöstlich von Châteauroux am Fluss Liennet. Umgeben wird Sassierges-Saint-Germain von den Nachbargemeinden Mâron im Norden und Nordwesten, Ambrault im Nordosten, Saint-Août im Osten und Südosten, Mers-sur-Indre im Süden sowie Ardentes im Westen.

## Bevölkerungsentwicklung
| Jahr                      | 1962 | 1968 | 1975 | 1982 | 1990 | 1999 | 2006 | 2013 |
| Einwohner                 | 396  | 330  | 331  | 355  | 386  | 407  | 458  | 486  |
| Quelle: Cassini und INSEE |      |      |      |      |      |      |      |      |

## Sehenswürdigkeiten
- Kirche Saint-Germain aus dem 12. Jahrhundert, Monument historique seit 1920

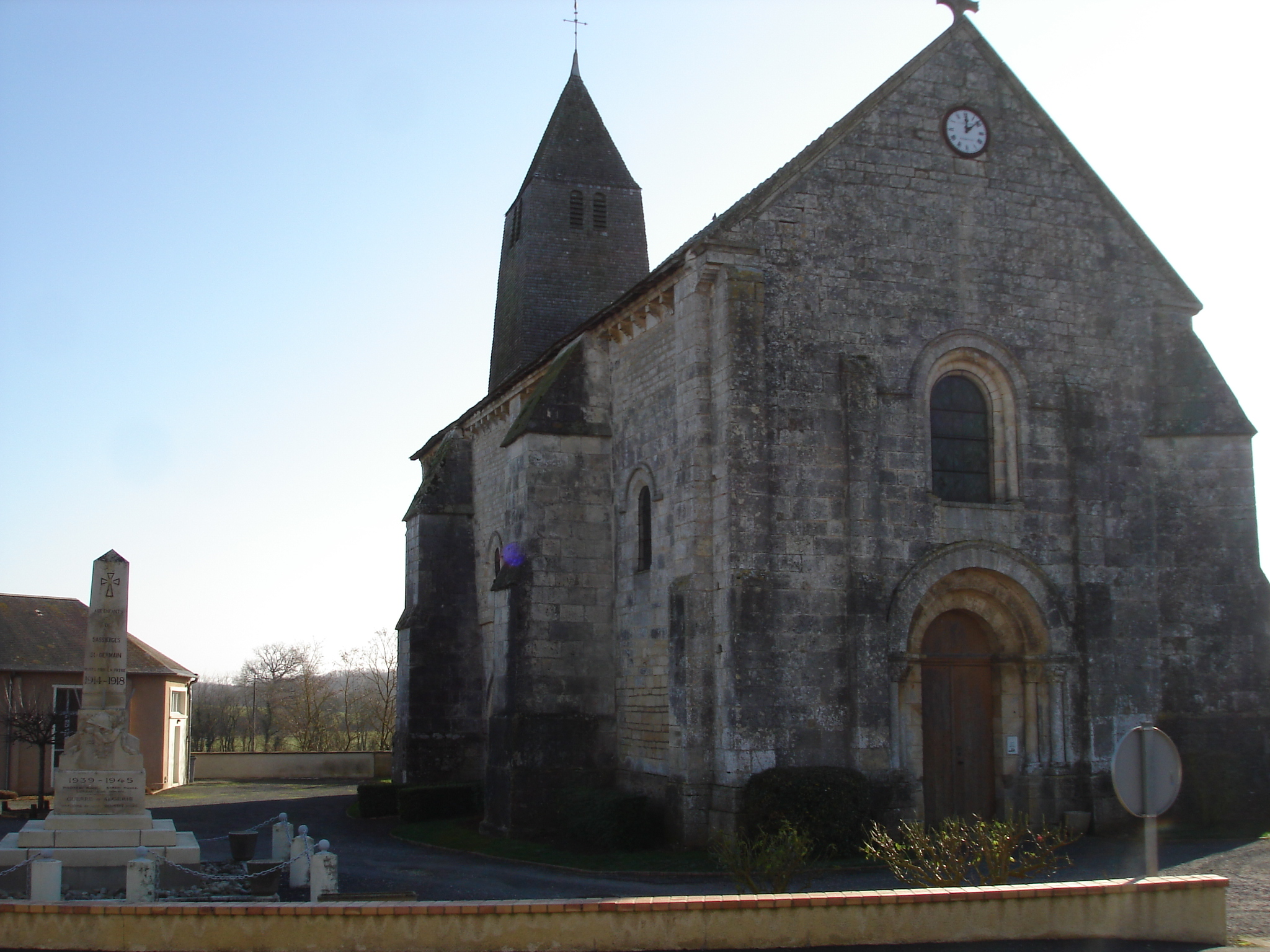
Kirche Saint-Germain